# 西牟田永家
西牟田 永家（にしむた ながいえ）は、鎌倉時代の武将、御家人。通称は弥次郎。筑後国の豪族・西牟田氏当主。

## 生涯
源頼朝の意向で全国に惣追捕使が置かれた翌年の文治2年（1186年）、永家の祖父・西牟田家綱が｢右大将家之命」によって禁裏東門を守衛したことが「佐賀藩西牟田系図」に見え、その「証文」が江戸時代まで現存していたことが記されていることから、西牟田氏は鎌倉幕府の御家人であったと考えられる。
永家は、弘安の役の際には他の九州御家人らと共に、建治2年（1276年）3月より博多で陣地構築を行い、弘安4年（1281年）7月には松浦湾の鷹島に駐留する10万の元軍と戦い、その戦功をもって肥前国神埼の荘園数か所を恩賞として賜っている。なお、永家は鷹島で戦死した可能性も指摘されており、鷹島の龍面庵には、西牟田弥次郎（「弥五郎」とも読める）と名前を刻んだ五輪塔状の墓が現存している。同地の掲示柱には「壱岐国の人西牟田弥次郎永家之墓」と表示されているが、現在壱岐に西牟田姓の住民はいないため、「筑後」と「壱岐」が誤られている可能性がある。
西牟田氏の菩提寺である寛元寺には、徳治2年（1307年）7月7日・同年7月10日・徳治3年（1308年）3月10日付の寄進状が残されている（署名は永家の僧名である沙彌浄西）。